# Gloster Sparrowhawk
Il Gloster Sparrowhawk era un caccia biplano monoposto progettato dall'azienda britannica Gloster Aircraft Company negli anni venti e prodotto negli anni successivi inizialmente negli stabilimenti Gloster e successivamente in Giappone dal Primo Arsenale Tecnico Aeronavale di Yokosuka.

## Storia

### Sviluppo

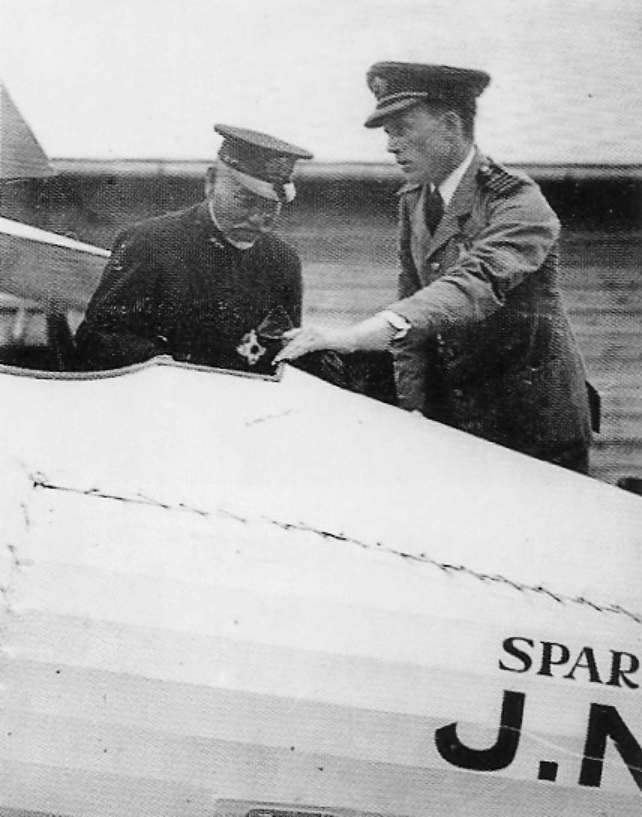
Il capitano Sempill illustra le caratteristiche dello Sparrowhawk all'ammiraglio Tōgō Heihachirō, 1921.

Quando l'azienda Nieuport & General venne chiusa nel 1920, la Gloster Aircraft Company ingaggiò il suo capo progettista, Henry Folland, ed acquistò i diritti di produzione del Nieuport Nighthawk, un progetto promettente danneggiato dall'inaffidabilità del motore scelto per equipaggiarlo, il radiale ABC Dragonfly. Folland utilizzò il progetto del Nighthawk come base per una serie di sviluppi, conosciuti come serie Gloster Mars, che portarono alla realizzazione di un aereo da competizione e di alcuni aerei da caccia. Quando, nel 1921, il governo britannico inviò in Giappone la Sempill Mission, un gruppo di istruttori aeronavali inglesi guidati dal capitano Sempill, per consentire alla marina imperiale di costituire una propria componente aerea, la Gloster fu in grado di soddisfare i requisiti richiesti dalle specifiche emesse per la fornitura di un caccia monoposto modificando il Nighthawk.
Lo Sparrowhawk venne realizzato con la disponibilità dei ricambi di magazzino dei Nighthawk, ma sostituendo il motore Dragonfly con il rotativo Bentley BR2, che consentì di evadere rapidamente l'ordine di 50 esemplari costruiti dalla Gloster e di altri 40 assemblabili con i componenti presso il Primo Arsenale Tecnico Aeronavale. Dei 50 Sparrowhawk costruiti dalla Gloster, 30 erano Sparrowhawk I, versione da caccia terrestre, 10 Sparrowhawk II biposto da addestramento avanzato ed i rimanenti 10 completati come Sparrowhawk III, versione da caccia imbarcato. Gli Sparrowhawk III, che erano molto simili ai 22 caccia imbarcati Gloster Nightjar prodotti per operare dalle portaerei della Royal Navy, vennero dotati dell'appropriato equipaggiamento che ne garantiva il galleggiamento in caso di ammaraggio forzato e del gancio di coda.. I 40 esemplari assemblati a Yokosuka vennero completati come Sparrowhawk I.
Un singolo Sparrowhawk II venne realizzato dalla Glosters come dimostratore per uso civile. Questo esemplare, immatricolato G-EAYN, venne portato in volo nel 1922 all'Aerial Derby attorno a Londra, e venne in seguito riconvertito per realizzare il prototipo del Gloster Grouse.

### Impiego operativo
Lo Sparrowhawk entrò in servizio con la Dai-Nippon Teikoku Kaigun Kōkū Hombu, la componente aerea della Marina imperiale giapponese, nel 1921, con i 10 Sparrowhawk III usati per la formazione dei piloti e del personale sulle operazioni di decollo ed appontaggio. Le operazioni vennero svolte inizialmente su delle apposite rampe costruite su una delle torri della nave da battaglia Yamashiro, in quanto la portaerei Hōshō non era ancora stata completata. Benché utilizzati per l'addestramento sulla Yamashiro, gli Sparrowhawk non vennero mai assegnati alla Hōshō, sostituiti nelle operazioni di bordo da un nuovo modello appositamente progettato, il caccia Mitsubishi 1MF, prima che la Hōshō entrasse in servizio. Gli Sparrowhawk rimarranno comunque in servizio come addestratori nelle basi navali fino al loro ritiro nel 1928.

## Descrizione tecnica

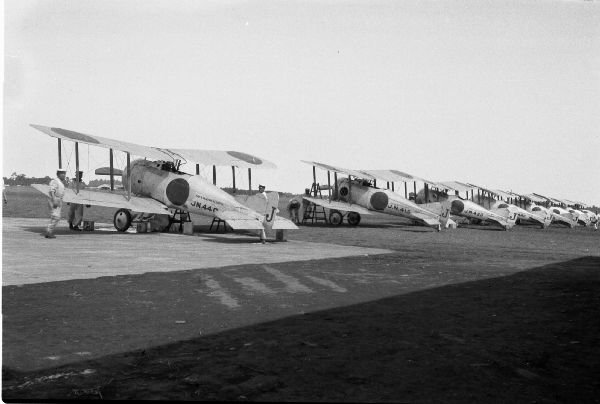
Gli Sparrowhawk schierati presso l'aeroporto di Kasumigaura.

Lo Sparrowhawk era un velivolo dall'aspetto per l'epoca convenzionale: biplano, monomotore monoposto con carrello fisso.
La fusoliera, realizzata in tecnica mista, era caratterizzata dal singolo abitacolo aperto destinato al pilota. Posteriormente terminava in un impennaggio classico monoderiva dotato di piani orizzontali controventati.
La configurazione alare era biplana con ala superiore ed inferiore di ugual misura, la prima caratterizzata da un sensibile angolo di diedro positivo, collegate tra loro da due coppie di montanti per lato ed integrate da tiranti in cavetto d'acciaio.
Il carrello d'atterraggio era fisso, molto semplice, montato su una struttura tubolare al di sotto della fusoliera, dotato di ruote di grande diametro collegate da un asse rigido ed integrato posteriormente da un pattino d'appoggio integrato nella struttura della coda.
La propulsione era affidata ad un motore Bentley BR2, un rotativo 9 cilindri posizionati su una singola fila raffreddato ad aria capace di erogare una potenza pari a 230 hp (172 kW), posizionato all'apice anteriore della fusoliera racchiuso da un cofano metallico ed abbinato ad un'elica bipala in legno a passo fisso.
L'armamento consisteva in due mitragliatrici Vickers calibro .303 British (7,7 × 56 mm R) posizionate davanti all'abitacolo che, sincronizzate, consentivano di sparare senza conseguenze attraverso il disco dell'elica.

## Versioni
Sparrowhawk I
conosciuto anche con la designazione Mars II; caccia basato a terra monoposto, realizzato in 30 esemplari dalla Gloster e successivamente assemblato in altri 40 esemplari dal Primo Arsenale Tecnico Aeronavale di Yokosuka.
Sparrowhawk II
(Mars III) versione biposto da addestramento caccia realizzato in 11 esemplari.
Sparrowhawk III
(Mars IV) versione caccia imbarcato, realizzato in 10 esemplari.

## Utilizzatori
Giappone
- Dai-Nippon Teikoku Kaigun Kōkū Hombu